# Plectochetos longissimus
Genre
Espèce
Plectochetos longissimus est une espèce d'araignées aranéomorphes de la famille des Anapidae.

## Distribution
Cette espèce est endémique d'Australie. Elle se rencontre de la Tasmanie au Queensland.

## Description
Le mâle holotype mesure 0,94 mm.

## Systématique et taxinomie
Cette espèce a été décrite par Butler en 1932. Elle est placée dans le genre Micropholcomma par Forster en 1959 puis dans le genre Plectochetos par Eskov et Marusik en 2024.
Ce genre a été décrit par Butler en 1932 dans les Linyphiidae. Il est placé en synonymie avec Micropholcomma par Forster en 1959. Il est relevé de synonymie par Eskov et Marusik en 2024.

## Publication originale
- Butler, 1932 : « Studies in Australian spiders. No. 2. » Proceedings of the Royal Society of Victoria, vol. 44, p. 103-117.